# John Scott (senator)

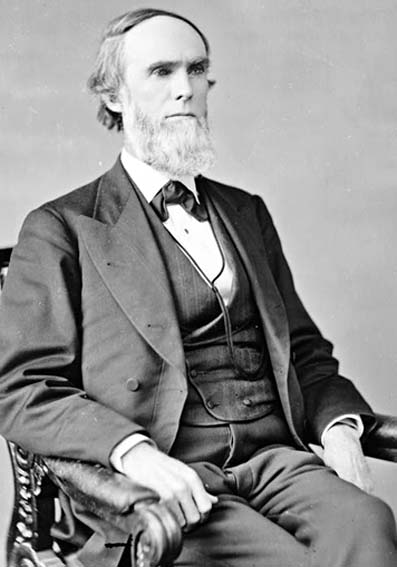
John Scott

John Scott, född 24 juli 1824 i Huntingdon County, Pennsylvania, död 29 november 1896 i Philadelphia, Pennsylvania, var en amerikansk republikansk politiker. Han representerade delstaten Pennsylvania i USA:s senat 1869–1875.
Scott studerade vid Marshall College i Chambersburg. Han studerade sedan juridik och arbetade som åklagare 1846–1849. Han arbetade sedan som advokat i Huntingdon.
Scott efterträdde 1869 Charles R. Buckalew som senator för Pennsylvania. Han kandiderade inte till omval efter en mandatperiod i senaten och han efterträddes 1875 av William A. Wallace.
Scotts grav finns på Woodlands Cemetery i Philadelphia.